# 林东大楼
林东大楼建于1919年，坐落于天津英租界威灵顿道（Wellington Road）（今和平区河北路），目前为重点保护等级历史风貌建筑，现为居民住宅。

## 历史
林东大楼建造者为一丁姓中国人。因其临街为天津英租界威灵顿道（Wellington Road），故取“灵顿”谐音命名为林东大楼。1965年，前中华民国北京政府农商总长杨文恺病逝于此。

## 建筑
林东大楼坐北朝南，欧洲连排式建筑风格，为砖木结构四层公寓式楼房，建筑平面按照现代公寓方式布局，即每层以楼梯间为中心设置两个居住单元，每个居住单元以起居室为中心，屋内设备齐全。原建筑中一层为大厅，大厅深处有管理员室，并有汽车车库，1949年以后才有居民搬入改造后的车库居住，而如今的二层实际为原建筑中的一层。建筑首层及背立面为清水墙，二层以上为拉毛混水墙面，可提高墙体耐久性、隔热性，坡屋顶并有女儿墙、大筒瓦屋面。